# Liste des monuments historiques de Heilbach
La Liste des monuments historiques de Heilbach contient trois monuments historiques à Heilbach, une municipalité allemande située dans le Land de Rhénanie-Palatinat et l'arrondissement d'Eifel-Bitburg-Prüm.

## Liste
| Monument                     | Adresse                          | Coordonnées                      | Notice | Protection | Date | Illustration               |
| ---------------------------- | -------------------------------- | -------------------------------- | ------ | ---------- | ---- | -------------------------- |
| Maison, milieu du 18e siècle | Neuerburger Straße 2             | 50° 03′ 17″ nord, 6° 18′ 07″ est |        |            |      | Image manquante Téléverser |
| Croix de chemin, 1893        | Route L 10                       | 50° 03′ 14″ nord, 6° 18′ 32″ est |        |            |      | Image manquante Téléverser |
| Croix de chemin, 1780        | Route K 60, hameau de Windhausen | 50° 04′ 06″ nord, 6° 17′ 31″ est |        |            |      | Croix de chemin, 1780      |